# Гудсир-Каллен, Эрни
Эрнест Джон (Эрни) Гудсир-Каллен (англ. Earnest John (Ernie) Goodsir-Cullen; 15 июля 1912, Касаули, Химачал-Прадеш — декабрь 1993, Солфорд, Большой Манчестер) — индийский и британский хоккеист на траве, полузащитник. Олимпийский чемпион 1936 года.

## Биография
Эрнест Гудсир-Каллен родился 15 июля 1912 года в городе Касаули в Британской Индии (сейчас в Индии).
Учился в колледже святого Георгия в Массури и Мадрасском университете, где получил специальность врача.
Играл в хоккей на траве за Мадрас.
В 1936 году вошёл в состав сборной Индии по хоккею на траве на летних Олимпийских играх в Берлине и завоевал золотую медаль. Играл на позиции полузащитника, провёл 5 матчей, забил 1 мяч в ворота сборной США.
Во время Второй мировой войны служил офицером медицинского корпуса индийской армии в Ираке и Палестине.
В 1947 году переехал в семьёй в Великобританию в североирландский город Портстьюарт. В Королевском университете Белфаста подтвердил специальность врача.
После эмиграции продолжал играть в хоккей на траве, выступал за «Портраш» и «Куинз Юнивёрсити», сборную Ольстера. В 1952 году мог сыграть за сборную Ирландии на летних Олимпийских играх в Хельсинки, но подготовка к соревнованиям совпала с его отъездом из Белфаста в Лондон. Здесь работал в Вестминстерской больнице, играл в хоккей на траве и регби за её команду. В дальнейшем жил в Ипсуиче, затем в Мидлсбро, с 1985 года — снова в Портсьюарте, где играл в гольф и боулинг.
Умер в декабре 1993 года в британском городе Солфорд.

## Семья
Первая жена — Элси Виктория Спратт (?—1980), капитан британской армии. Поженились в 1945 году, у них родились трое сыновей — Шон (1946), Найл (1951) и Кристофер (1959).
Через два года после смерти Элси женился на её старшей сестре Мод Элизабет Лоу (?—2009).
Старший брат — Вилли Гудсир-Каллен (1907—1994), индийский хоккеист на траве. Олимпийский чемпион 1928 года.